# Laimonas Kisielius
Laimonas Kisielius (Vilnius, 24 gennaio 1985) è un cestista lituano.

## Palmarès
- Coppa di Lituania: 1

Prienai: 2014